# مثلمة

المثلمة (الاسم العلمي: Aulax) هو جنس نباتي يتبع فصيلة البروطية من رتبة البروطيات.

## أنواع المثلمة
- مثلمة مشبكة (باللاتينية: Aulax cancellata)
- مثلمة بالاسية (باللاتينية: Aulax pallasia)
- مثلمة مظلية (باللاتينية: Aulax umbellata)